# Barcarena
Barcarena là một đô thị thuộc bang Pará, Brasil. Đô thị này có diện tích 1310,325 km², dân số năm 2007 là 84566 người, mật độ 64,54 người/km².